# Eartheater (musicista)
Eartheater, pseudonimo di Alexandra Drewchin (Pennsylvania nord-orientale, 16 marzo 1989), è una produttrice discografica, compositrice e cantante statunitense.

## Biografia
Alexandra Drewichin è nata nella Pennsylvania nord-orientale il 16 marzo del 1989 da padre russo e madre inglese, mentre attualmente risiede a New York.

## Carriera
Eartheater intraprende la carriera di musicista nel 2009 con i Guardian Alien, un gruppo musicale di musica psichedelica in cui Drewchin contribuiva con la sua voce e con strumentazioni elettroniche.
La sua carriera da solista ha inizio nel 2013, quando l'etichetta Custom Made Music pubblica il singolo Bird's Eye. I suoi primi due album Metalepsis e RIP Chrysalis vengono pubblicati nel 2015 dalla Hausu Mountain, mentre nel 2018 esce il terzo album Irisiri, sotto l'etichetta PAN. Nel 2019 escono la sua prima raccolta Trinity, prodotta da AceMo e Color Plus, e una collaborazione con il duo musicale LEYA intitolata Angel Lust.
Nel 2020 esce il suo quarto album Phoenix: Flames Are Dew Upon My Skin, mentre nel 2022 escono alcuni remix dei brani di Trinity, uno dei quali con i Dillinger Escape Plan.
Nel 2023 esce Powders, album con sonorità più pop, trip hop e metal, in cui è presente una cover Chop Suey! dei System of a Down.

## Stile musicale
Eartheater è stata descritta come un'artista di musica elettronica, di musica sperimentale e pop sperimentale con un vasto quantitativo di influenze, che comprendono: l'indie rock, l'hip hop, la musica d'ambiente, il folk, la musica classica, la musica da camera, il rumorismo, le tecniche di campionamento, la folktronica, la musica psichedelica, l'art pop, il glitch, il neofolk, la techno e la musica industriale. Da Trinity Drewchin ha iniziato ad avvicinarsi maggiormente al deconstructed club, alla trap, al pop e alla musica house, mentre in Powders, ha mostrato tendenze al metal, al trip hop e al downtempo.
La sua voce ha un'estensione di tre ottave.

## Discografia

### Album in studio
- 2015 - Metalepsis
- 2015 - RIP Chrysalis
- 2018 - Irisiri
- 2020 - Phoenix: Flames Are Dew Upon My Skin
- 2023 - Powders

### Mixtape
- 2019 - Trinity

### Remix
- 2021 - Phoenix: La Petite Mort Édition